# Historia de Gambia
Gambia fue la colonia y protectorado más antiguos de África Occidental, y el último en alcanzar la independencia.

## Periodo precolonial
La historia de Gambia antes de la llegada de los europeos se desconoce en su mayor parte. Esto se debe a que para cuando los primeros exploradores portugueses llegaron en 1455 -Alvise Ca' da Mosto- los reinos malinke y wólof todavía estaban en sus primeras fases de formación. Los malinke eran los representantes más occidentales del antiguo Imperio de Malí, mientras que los wólof probablemente llegaron desde las regiones songái. A estos grupos hay que añadir los pastores fulani procedentes de las montañas Futa Toro. Ninguno de los pequeños reinos que se formaron consiguió la supremacía en Senegambia, y sus continuos conflictos internos facilitaron la entrada de portugueses, franceses, ingleses, neerlandeses, suecos y curlandeses.

## Periodo colonial

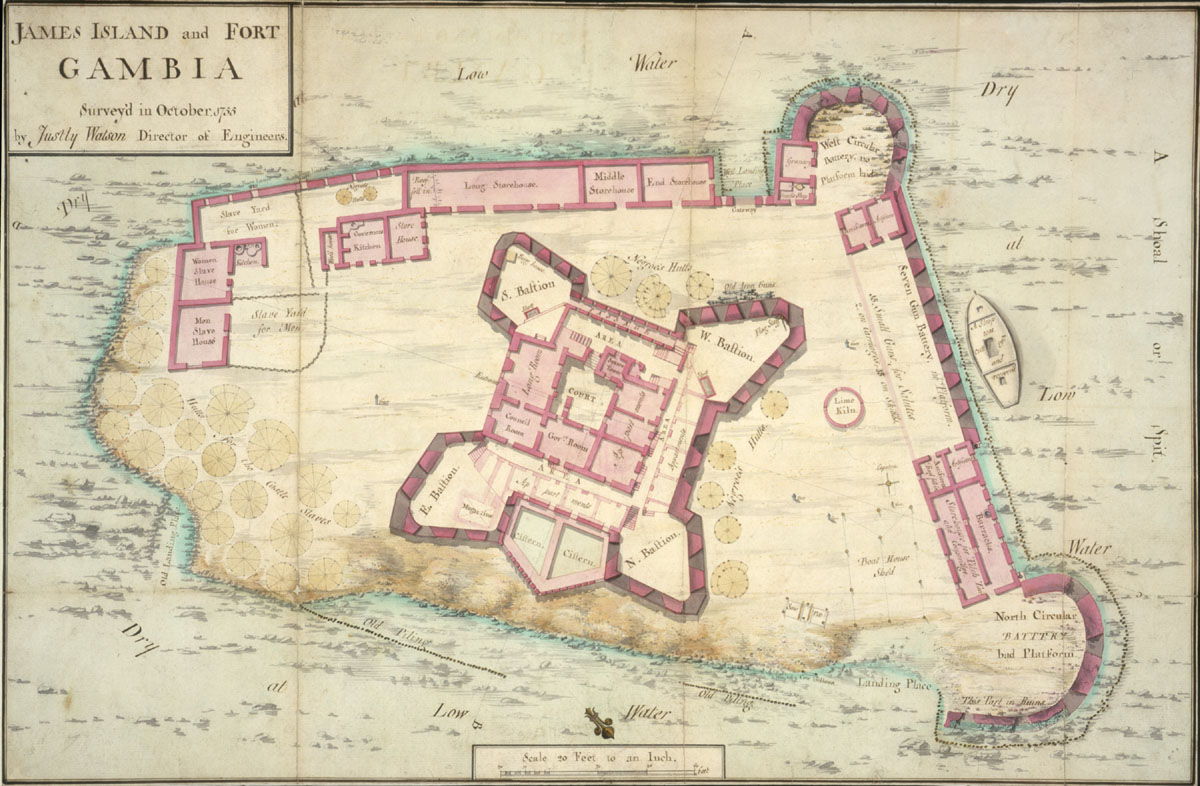
Plano de Fort James (siglo), en la isla de Kunta Kinteh

Las primeras exploraciones europeas del territorio gambiano las realizaron los portugueses, que en el siglo XVI se establecieron en el cauce inferior del río Gambia. Se dedicaron al tráfico de esclavos e intentaron localizar unos yacimientos de oro que se rumoreaba que existían en la zona.
En 1588 la reina Isabel I de Inglaterra concedió permiso a algunos portugueses residentes a comerciar en la zona de los ríos Gambia y Senegal. Jacobo I concedió una carta a una compañía comercial londinense para continuar este comercio. Esta intentaba contactar con Tombuctú, presunto origen del oro. Cuando el primer agente de la compañía, Thompson, intentó desembarcar, fue asesinado por los habitantes locales. En 1649 el ducado de Curlandia y Semigalia estableció una la colonia Sankt Andreas en la isla Kunta Kinteh para el comercio triangular de esclavos. La isla fue ocupada por los ingleses en 1661, denominándola isla Saint Andrew y posteriormente isla Saint James, donde construyeron almacenes y un fuerte.
Durante los siglos XVII y XVIII, franceses y británicos (y durante el XVII también neerlandeses) intentaron imponer su dominio sobre la región de los ríos Gambia y Senegal. El tratado de Versalles de 1783 otorgó las orillas del territorio gambiano al Reino Unido, con excepción del pequeño enclave de Albreda, que los franceses finalmente entregaron en 1857.
Los límites coloniales se fijaron en la Conferencia de Berlín. Gambia quedó distribuida administrativamente en dos partes: la isla de Saint Mary, donde se ubica Bathurst, formaba una colonia, y el resto del país era un protectorado. Frente a 10 500 km² de protectorado, la colonia ocupaba 10'4.
Las factorías británicas en Gambia dependieron inicialmente de Sierra Leona. Luego el territorio formó una colonia separada en 1843; entre 1866 y 1888 formó parte del África Occidental Británica, administrada desde Freetown, y después tuvo su propio gobernador.
La trata de esclavos fue prohibida en el imperio británico en 1807. Esto supuso dos cambios radicales en Gambia. Por un lado el territorio pasaba a ser una base importante para controlar el tráfico procedente del interior. Esto llevó a luchas directas contra traficantes locales, como Fodi Silah en 1894 o Fodi Kabba en 1892 y 1900. Hasta 1906 no se consiguió acabar efectivamente con la esclavitud en Gambia. El otro cambio afectaba a la economía local, ya que la trata había supuesto la principal fuente de riqueza local, por lo que su final imponía la necesidad de encontrar otra fuente de ingresos. Esta serían los cacahuetes, originarios de Sudamérica e introducidos por los portugueses en el siglo XVI. La población gambiana los consumía como alimento, pero no fue hasta los 1830s que se comenzaron a exportar. Dos décadas después ya suponían dos terceras partes de las exportaciones del país.
Durante la Segunda Guerra Mundial, tropas reclutadas en Gambia fueron enviadas a Birmania y el país sirvió como escala para el tráfico aéreo.
Los partidos políticos aparecen en Gambia en la década de 1950. John Colley Fye fundó el Partido Democrático en 1950. El Partido Unido se fundó en 1952 por Pierre Sarre N'Jie, y en ese mismo año Ibrahim Garba-Jahumpa fundó el Partido del Congreso Musulmán. Dawda Kairaba Jawara fundó el PPP en 1959; sus siglas signifacaban inicialmente Partido del Pueblo del Protectorado y posteriormente Partido Progresista del Pueblo.
En septiembre de 1959 se extendió el derecho al voto a todos los ciudadanos adultos.

## Acceso a la independencia
El proceso de acceso a la independencia duró cinco años, durante los cuales los políticos locales hubieron de discutir con la metrópoli y con Senegal sobre las posibilidades de supervivencia del país. La situación económica entre 1960 y 1965 se veía favorecida por las buenas cosechas y los precios elevados del cacahuete.

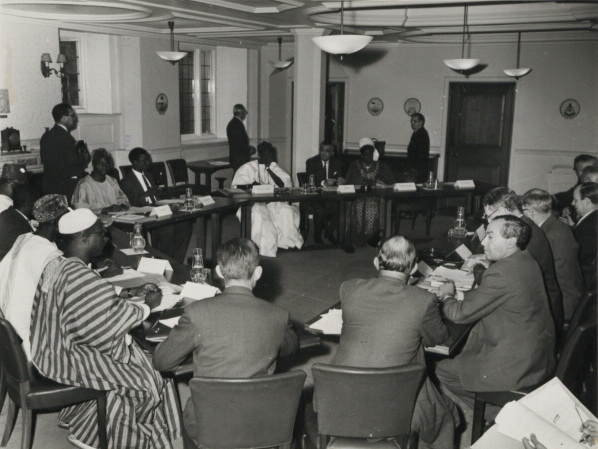
Conferencia constitucional. Londres, julio de 1961.

En abril de 1960 entró en vigor una nueva constitución colonial. El Consejo Legislativo pasó a ser la Cámara de Representantes, 27 de cuyos miembros eran elegidos, 3 nominados y otros 4 lo eran de oficio. Las elecciones tuvieron lugar en mayo y se anunció la independencia del país para abril de 1961, coincidiendo con la de Sierra Leona. Sin embargo esta previsión no se llevó a cabo. En 1961, N'Jie, primer ministro desde marzo, visitó Dakar, y autoridades senegalesas hicieron lo propio con Bathurst. Estas reuniones no llegaron a un acuerdo de unión. En julio se acordó conceder la autonomía interna a Gambia en mayo de 1962, pero sin hacer previsiones respecto de la independencia. Llegado mayo de 1962, se celebraron elecciones, en las que el PPP obtuvo 18 puestos, frente a 13 del UP, de forma que Jawara pasó a ser primer ministro. La federación con Senegal era dificultada por el deseo gambiano de mantener un sistema legal propio y sus lazos con la Commonwealth.
Las elecciones de 1962 fueron muy polémicas, ya que el Tribunal de Apelaciones de África Occidental falló el 15 de marzo de 1963 que las listas de electores de 25 de las 36 circunscripciones eran inválidas. Esto llevó a que el UP denunciara la ilegalidad del parlamento y gobierno resultantes. El gobierno británico a su vez decretó la validez de los resultados. Este decreto fue nuevamente recurrido ante el Alto Tribunal de Gambia y el propio Tribunal de Apelaciones, los cuales dictaminaron a favor de lo establecido por el gobierno de Londres.
El 4 de octubre de 1963 la colonia y el protectorado pasaron a formar un único territorio de régimen autónomo. Del 22 al 30 de julio de 1964 tuvo lugar en Londres una conferencia constitucional, esta vez con la finalidad de establecer las bases para la independencia. Aunque la oposición quería que previamene se realizaran unas nuevas elecciones, se decidió fijar la fecha del 18 de febrero de 1965 para la proclamación de la misma.
El país se independizó del Reino Unido en 1965. Lo logró el 18 de febrero de ese año, integrándose en la Commonwealth, de la que pasó a ser el vigesimoprimer miembro. El advenimiento de la independencia volvió a plantear el problema de la viabilidad económica del país, basada en aquel momento en el cultivo del cacahuete, un producto que presentaba un mercado con muchos competidores y que suponía en 1966 el 90% de las exportaciones gambianas. Por ello se especulaba con la aproximación a Senegal, como ya recomendaba el informe de la ONU de 1963. Esta aproximación se veía dificultada por el golpe de Estado abortado en Senegal en diciembre de 1962, las presiones en el partido del presidente Jawara y los desacuerdos entre los gobiernos gambiano y senegalés, principalmente sobre el momento más oportuno para establecer la asociación.

## Periodo de Jawara (1965 - 1994)

### Monarquía

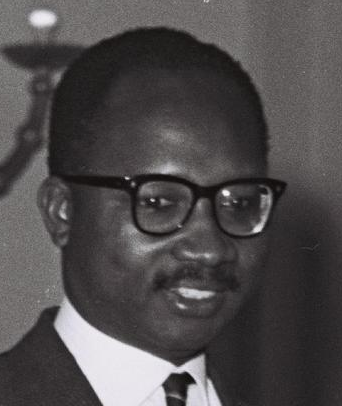
Dawda Jawara

En el momento de la independencia, los principales partidos políticos del país eran el Partido Progresista del Pueblo liderado por Jawara, y el Partido Unido, liderado por Pierre Sarre N'Jie. Las diferencias programáticas entre los partidos eran escasas, por lo que se diferenciaban principalmente por sus líderes y su implantación. El Partido Unido era una formación local basada en Bathurst y que sólo en 1960 había pasado a la esfera nacional.
En junio de 1965 el parlamento aprobó una moción para convertir al país -en aquel momento una monarquía bajo Isabel II- en una república un año después de alcanzada la independencia. Este movimimento por parte de Jawara supuso la ruptura de la coalición entre el PPP y el PU, que gobernaba el país desde la independencia. El asunto del régimen republicano fue sometido a referéndum (18 a 26 de septiembre de 1965) con el resultado de 61 568 votos en contra y 31 921 a favor.
La convocatoria del referéndum de noviembre llevó al adelanto de las elecciones, constitucionalmente previstas en 1967, que tuvieron lugar del 17 al 26 de mayo de 1966. El PPP obtuvo 81 313 votos de 124 992 emitidos (65%) y 24 de los 32 escaños. La coalición opositora formada por el PU y el Partido del Congreso consiguió los tres escaños de la capital, Bathurst.
En 1967 se iniciaron nuevos contactos con Senegal, que en esta ocasión contaban con la presencia de un consejero de la ONU. En abril Jawara y Senghor firmaron un tratado por el que se establecían reuniones anuales de los presidentes de ambos países y una comisión ministerial con un secretariado permanente, cargo para el que fue nombrado el senegalés Seydou Sy en 1968.
En abril de 1967 Jawara se negó explícitamente a crear una fuerza militar propia. Sin embargo hacia 1977-78 se atribuía a Gambia un ejército de 1000 efectivos, incluyendo las fuerzas de policía.
A mediados de los sesenta la economía gambiana presentaba una buena situación pero se veía afectada por las oscilaciones en el cambio de la libra esterlina. La libra gambiana, moneda nacional, estaba ligada a la divisa británica, de manera que circunstancias como la devaluación de noviembre de 1967 (14'3%) le repercutían.
Varios cambios en el ordenamiento de las fuerzas políticas gambianas tuvieron lugar entre finales de 1967 y septiembre de 1968. Inicialmente Jawara llevó a cabo una reorganización de su gobierno por la que N'Jie, dirigente del opositor PU, pasaba a ser ministro del Interior, mientras que Sherif Sisay se hacía cargo de Asuntos Exteriores. El 6 de marzo de 1968 el Partido del Congreso se fusionó con el PPP, y en abril Ibrahim Garba-Jahumpa entró en el gobierno como ministro de Sanidad. Sherif Sisay y otros tres ministros fueron expulsados del PPP en septiembre, creando una nueva fuerza política que a su vez se fusionó con el PU de N'Jie, que quedaba como único partido opositor.

### República
Gambia continuó siendo una monarquía en los primeros años de su independencia. Pero en 1969 el comité ejecutivo del PPP presentó un proyecto de constitución al parlamento con la que el país pasaría a ser una república. El proyecto fue aprobado en el parlamento (88 votos a favor, 8 en contra) y se sometió a referéndum en abril de 1970. El resultado fue de 84 068 votos a favor y 35 683 en contra. Jawara -como presidente de la república- sustituyó a Isabel II como jefe del Estado. Gambia permanecía en el seno de la Commonwealth y la libra gambiana permanecía ligada a la par con la esterlina. Los mandatos del presidente y de los parlamentarios se fijaron en cinco años.
Aunque el cacahuete era la principal exportación gambiana y se usaba en cierta medida para la alimentación local, las cosechas de cereales -principalmente arroz, también mijo- eran las que proporcionaban la mayoría del alimento de la población. Por eso cuando las cosechas de cereales eran malas, como en 1969, se producían hambrunas en algunas regiones del país y se hacía necesaria la ayuda exterior.

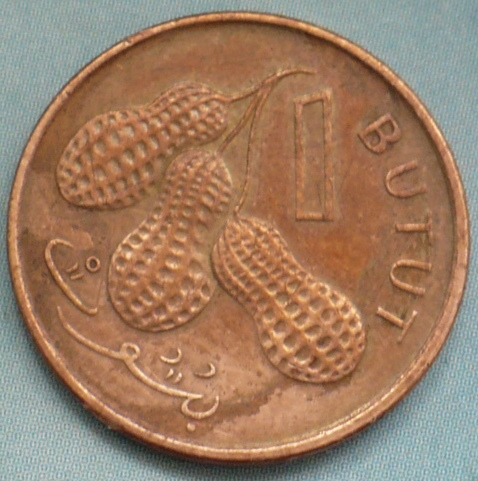
Cacahuetes en la moneda de 1 butut, céntimo de dalasi.

En 1969 y 1970 continuaron los contactos al más alto nivel entre Senegal y Gambia. Jawara y Senghor se entrevistaron en febrero, abril y septiembre de 1969, y febrero y junio de 1970. Fruto de estos contactos fueron acuerdos sobre transporte, tráfico marítimo y ayuda técnica, así como el inicio de negociaciones sobre la navegación en el río Gambia. Senegal se hizo cargo de la representación de los intereses de Gambia en los lugares donde esta no tuviera representación diplomática.
Durante la guerra de Biafra, Gambia mantuvo una postura favorable al gobierno federal de Nigeria.
El dalasi sustituyó a la libra gambiana como moneda nacional el 1 de julio de 1971, al cambio de 4 chelines por dalasi, es decir, 5 dalasis por libra. Este cambio facilitaba la decimalización de la moneda, proceso que también estaba desarrollando el Reino Unido.
En enero de 1971 se produjo un conflicto con Senegal cuando durante una actuación contra el contrabando, fuerzas senegalesas entraron en Gambia y secuestraron a algunos ciudadanos gambianos. Aunque el asunto llegó a motivar una protesta de Gambia ante la ONU, en marzo ambos países renovaron su pacto de defensa de 1965.
Dawda Jawara fue reelegido en 1972. El PPP logró el 63 % de los votos y 28 escaños. El PU obtuvo el 37 % y 3 asientos. Hubo dos cambios ministeriales en el año (abril y octubre). En uno de ellos el ministro de Finanzas, Sherif Dibba, fue cesado por su implicación en actos de contrabando. Se le nombró embajador ante la CEE.
Gambia consiguió alcanzar los objetivos del Plan Quinquenal 1967-71 gracias al alza en los precios del cacahuete y el arroz. SIn embargo, dependía económicamente de Gran Bretaña. El II Plan de Desarrollo (1971-74) incluía un préstamo británico sin intereses de un millón de libras. Esta dependencia hacía que la incorporación del Reino Unido a la CEE hubiera de tratarse. Gambia fue el primer país africano miembro de la Commonwealth que solicitó un acuerdo comercial con la CEE en términos similares a los países de la Convención de Yaundé.
La planificación económica de los primeros setenta ya contemplaba al turismo como vía de diversificación económica, lo que contribuyó a que las consecuencias de la sequía de 1973 sobre la economía fueran menos severas.
La actividad diplomática gambiana se diversificó en 1973 y 1974. Jawara había visitado con anterioridad Taiwán. Además de las relaciones con Europa, se intensificaron los contactos con otros países de África occidental, como Guinea, Sierra Leona y Liberia, además de las tradicionales relaciones con Senegal. Un tema importante en las relaciones con este grupo de países era la descolonización de Cabo Verde y Guinea Bisáu. También se realizaron visitas a numerosos países árabes, estableciéndose relaciones diplomáticas con Arabia Saudí y un acuerdo de cooperación con Libia. Todas estas gestiones diplomáticas facilitaron ayudas económicas, de forma que el siguiente plan quinquenal, iniciado en 1976 y que contemplaba la diversificación agrícola, la mejora de las comunicaciones y el desarrollo del país más allá de la capital, contó con el soporte de Libia y otras naciones árabes, de Francia, del Reino Unido y de la CEE.
En 1973 Bathurst cambió de nombre, pasando a denominarse Banjul.
Gambia se incorporó a la Comunidad Económica de los Estados de África Occidental (ECOWAS) el 27 de mayo de 1975, como miembro fundador.
Las relaciones con Senegal empeoraron: las acusaciones de malos tratos a ciudadanos gambianos por soldados senegaleses y de trasgresión de las fronteras por los mismos, llevaron a la suspensión en 1974 de la tradicional visita de Senghor a Banjul. Sin embargo, en enero de 1976 Senghor volvió a ser huésped del presidente gambiano, firmándose nuevos tratados, incluyendo el establecimiento de la Organización para el Desarrollo del Río Gambia.
Hacia 1976 Gambia contaba con 1100 kilómetros de carreteras practicables todo el año.
En 1975 aparecieron dos nuevos partidos. El Partido de la Convención Nacional (PCN) fue fundado por Sherif Dibba tras ser cesado como ministro de Planificación Económica y expulsado del PPP. El otro nuevo partido era el Partido de Liberación Nacional, fundado por el abogado Pap Cheyassin Secka.
El turismo se vio beneficiado por la publicación en 1976 de Raíces, obra de Alex Haley sobre sus ancestros de origen gambiano.
Las elecciones del 4 y 5 de abril de 1977 dieron la victoria al PPP, que obtuvo el 69'6 % de los votos. De los 35 escaños del parlamento, 27 fueron para el PPP, 5 para el PCN y 2 para el PU. Dawda Jawara fue reelegido presidente.
La sequía de 1978 redujo la producción de cacahuetes a dos tercios de la del año anterior y llevó a la economía nacional a una situación catastrófica. Jawara realizó contactos diplomáticos y consiguió recursos de la CEE, los Estados Unidos y el Reino Unido para hacer frente a las consecuencias.
Las elecciones de 1979 registraron una nueva victoria del PPP y Jawara, aunque el PCN consiguió buenos resultados en Banjul. En 1980 se produjo un intento de golpe de Estado por parte del Movimiento para la Justicia en África y el Partido Socialista Revolucionario de Gambia (PSRG), apoyados por Libia. En virtud de los acuerdos mutuos, Senegal envió tropas que hicieron fracasar el golpe. Como resultado, ambas organizaciones fueron disueltas y sus líderes detenidos. La embajada libia en Banjul fue clausurada. Senegal también rompió relaciones diplomáticas con Libia por su injerencia en los asuntos internos senegaleses.

### Senegambia
Un nuevo golpe de Estado, dirigido por Kukoi Samba Sanyang, se produjo el 30 de julio de 1981, mientras el presidente Jawara se encontraba en Londres. El PSRG intentó hacerse con el poder, pero nuevamente fuerzas senegalesas restablecieron el orden. Esto produjo un mayor acercamiento que llevó a la fima el 17 de diciembre de 1981 del tratado de confederación, que entró en vigor el 1 de febrero de 1982. La nueva entidad se denominaría  Confederación de Senegambia. La presidencia correspondía al presidente de Senegal, Abdou Diouf, y la vicepresidencia sería para Jawara. La soberanía de cada país no se veía afectada por ello.
Dibba fue detenido por su posible implicación en el golpe de julio. Sin embargo pudo presentarse a las elecciones de mayo de 1982, en las que aunque fue derrotado, obtuvo un 27'5% de los votos. En las elecciones legislativas el PPP logró 27 de los 35 escaños. Los juicios a los implicados en el golpe de julio del 81 continuaron hasta el 24 de abril de 1984. Hubo más de sesenta condenas a muerte, si bien no se realizaron las ejecuciones y algunas penas fueron conmutadas.
Los tratados de confederación con Senegal avanzaron en los aspectos administrativos, como la formación del consejo de ministros y del parlamento comunes. Sin embargo los asuntos aduaneros y monetarios iban mucho más despacio. Ambos países mantuvieron sus respectivas monedas y la propuesta de unión aduanera chocaba con el hecho de que el contrabando hacia Senegal suponía una importante actividad en Gambia. Además estaba el conflicto de Casamanza. Esta región senegalesa se consideraba marginada por el gobierno de Dakar, por lo que existía en ella un movimiento separatista, el Movimiento de Fuerzas Democráticas de Casamanza. Las poblaciones de Gambia y Casamanza tenía una composición étnica muy similar.

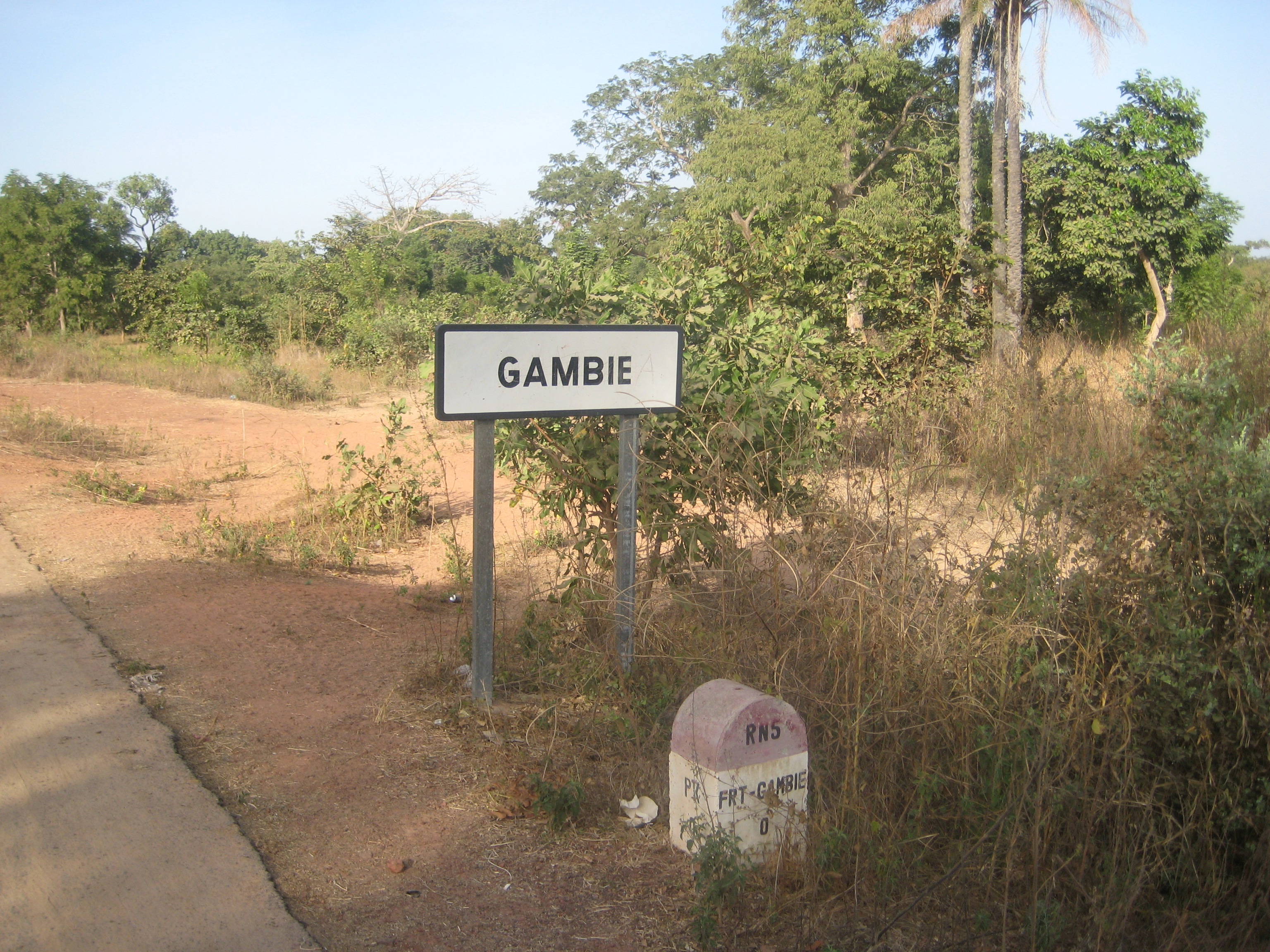
Frontera entre Senegal y Gambia

La unión con Senegal no era popular entre la población gambiana. Este hecho se manifestaba de forma ocasional. Así cuando a inicios de 1985 el embajador de Senegal ordenó el empleo de tropas de dicha nacionalidad para restablecer el orden tras los incidentes que siguieron a un partido de fútbol, esta decisión suscitó la protesta del gobierno gambiano que exigió la retirada del diplomático.
En abril de 1985, el Fondo Monetario Internacional decidió no facilitar nuevos créditos a Gambia dado que el país no podía satisfacer las deudas ya adquiridas. Por ello el gobierno hubo de solicitar ayuda alimentaria a los Estados Unidos. Además necesitó créditos bilaterales con los Países Bajos para poder asegurarse un suministro limitado de petróleo. A principios de 1986 se estableció la flotación de la cotización del dalasi y se suprimieron las restricciones al comercio exterior. En septiembre de ese mismo año, el FMI revisó su posición y concedió un paquete de créditos a Gambia por 18 millones de dólares estadounidenses.
Como gesto para demostrar la estabilidad del país, con motivo del decimosexto aniversario de la proclamación de la república, celebrado el 24 de abril de 1986,  se revisó las penas de trece condenados por el golpe de 1981 y se suprimió el estado de emergencia.
Para 1986, las principales exportaciones del país eran cacahuetes (43%) y aceite de cacahuete (19%), y reexportaciones (20%). Aunque el Reino Unido seguía siendo un destino importante (18%), otros países de la Comunidad Europea, como Italia (16%) o los Países Bajos (24%) ya eran de tanta o mayor relevancia.
En 1986, y de cara a las elecciones legislativas de 1987, aparecieron en el país nuevos partidos. El exvicepresidente Assan Musa Camara formó el Partido Popular de Gambia, mientras que otros opositores al régimen creaban la Organización Democrática Popular para la Independencia y el Socialismo.
Las elecciones del 11 de marzo de 1987 supusieron una nueva victoria del Jawara y el PPP. El parlamento quedó configurado por 31 escaños del PPP y 5 del PCN, cuyo líder, Sherif  Mustapha Dibba, quedó fuera de la cámara. NInguno de los nuevos partidos obtuvo representación. Sin embargo la victoria del PPP no fue tan amplia como en ocasiones anteriores. En las elecciones presidenciales Jawara (PPP) sólo obtuvo el 59% de los votos -frente a más del 72% cinco años antes- mientras que Dibba (PCN) lograba el 28% y Musa Camara (PPG) el 13%.
El gobierno nombrado en mayo de 1987 fue de signo continuista, destacando que el vice primer ministro, Bakary Bunja Darbo, asumiera también la responsabilidad sobre Educación, Juventud y Deportes, lo que se interpretaba como un signo de preocupación ante el descontento que se detectaba en los centros de enseñanza.
En enero de 1988 circularon rumores sobre un inminente golpe de Estado. Se detuvo a 20 presuntos responsables, entre los que había ciudadanos gambianos y senegaleses. El juicio tuvo lugar en Banjul en julio y atribuyó la responsabilidad del compló a Kukoi Samba Sanyang, en connivencia con el opositor senegalés Me Abdaley Wade. Los conspiradores habrían recibido formación militar en Libia, donde Samba Sanyang estaba exiliado desde el golpe de 1981.

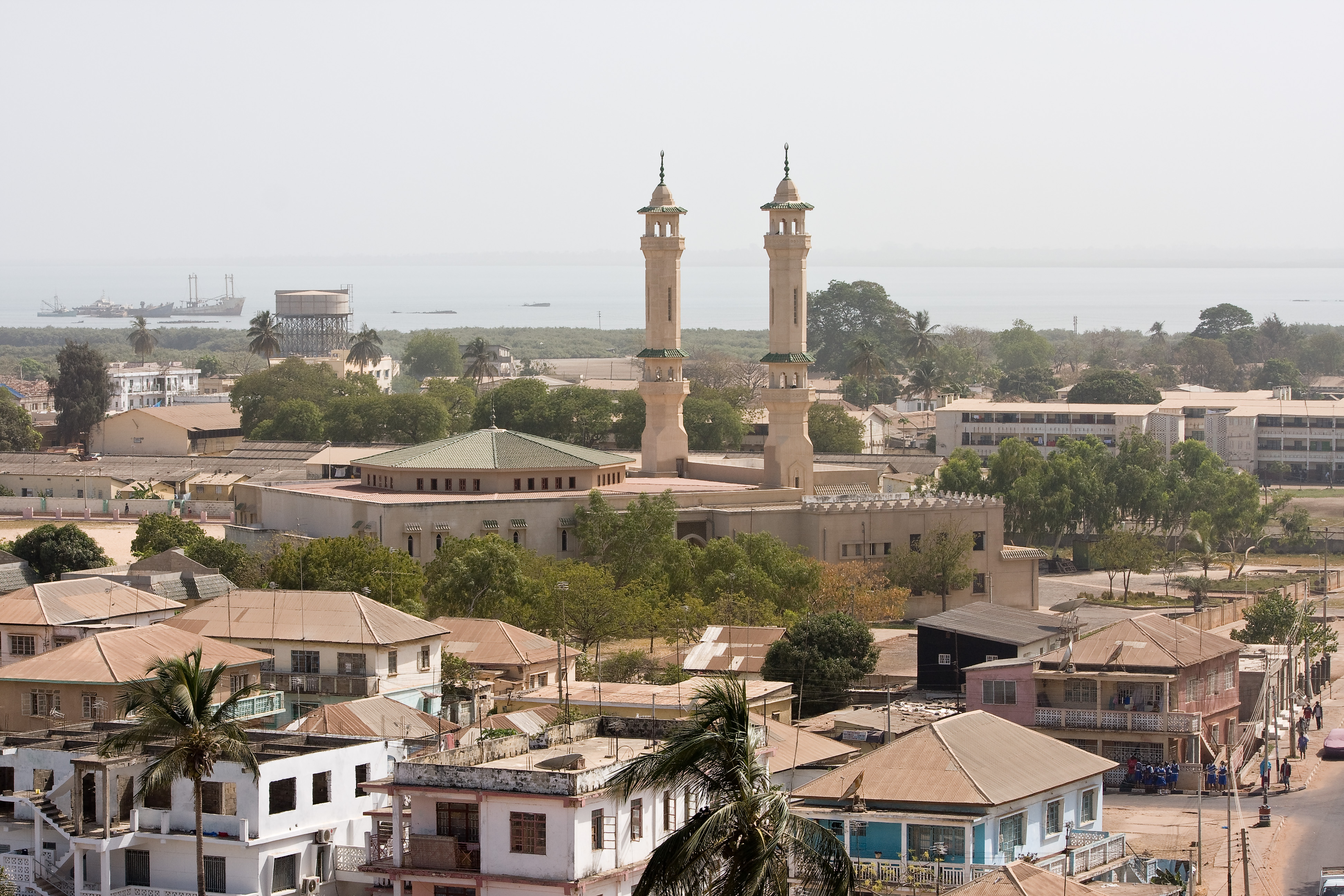
Gran mezquita de Banjul, financiada por Arabia Saudí

La disolución de Senegambia se fue desarrollando a lo largo de 1989. La iniciativa no había dado los resultados esperados para ninguna de ambas partes. Senegal aspiraba a la integración de Gambia, cosa que no agradaba a la mayoría de los gambianos. Por otra parte, el mantenimiento de tropas en Gambia para mantener el orden era un gasto que no se veía como necesario -de hecho con motivo del 24º aniversario de la República de Gambia se había amnistíado a medio centenar de implicados en el golpe de 1981 como señal de estabilidad interna- además de ser caro e inoportuno en un momento en que los problemas fronterizos de Senegal se centraban en Mauritania. En agosto las tropas senegalesas abandonaron Gambia, principalmente hacia la frontera mauritana. El 30 de septiembre ambos gobiernos decidieron la liquidación de la Confederación de Senegambia. En diciembre se produjo una reunión de los presidentes de ambos países en Dakar para redefinir la cooperación bilateral.
El 18 de febrero de 1989 se inauguró la nueva mezquita central de Banjul, financiada por Arabia Saudí.
El final de la Confederación tuvo consecuencias en el comercio, ya que buena parte de las importaciones gambianas se redirigían a Senegal, ya que frente al liberal régimen aduanero gambiano, el senegalés era muy estricto.

### De la disolución de la Confederación de Senegambia al golpe de 1994
La celebración en 1990 del 25 aniversario de la independencia constituyó una demostración nacional, al venir tras el final de la impopular Confederación de Senegambia. Jawara ostentaba la presidencia de turno de la ECOWAS, por lo que había de participar en la organización de la fuerza militar que esta organización iba a enviar a Liberia. Por otra parte, el presidente gambiano mantuvo conversaciones con el líder opositor Mustapha Dibba sobre la política interior del país, al tiempo que mantenía contactos con Senegal, país que estaba reforzando el control de sus fronteras para atajar el contrabando (en aquellos momentos, el 41% de las exportaciones gambianas eran reexportaciones a Senegal).
Las elecciones presidenciales de 1992 estuvieron precedidas por el anuncio el diciembre anterior de que Jawara no pensaba presentarse a la reelección. Sin embargo cambió de posición a los pocos días, oficialmente por la presión de su entorno para que se presentara. Todo esto, junto con los rumores que venían circulando desde octubre de que se estaban infiltrando en el país partidarios de Samba Sayang, se interpretaba por la oposición como una maniobra para afianzar la popularidad del presidente. Jawara fue elegido por sexta vez, ahora con el 58'4% de los votos. Mustapha Dibba logró el 22%. El PPP siguió siendo la principal fuerza del parlamento, aunque con sólo 26 escaños.
Tras las elecciones el nuevo gobierno adoptó medidas reconciliadoras hacia los golpistas de 1981. Se anunció una amplia amnistía hacia ellos, de la que únicamente se excluyó a Samba Sayang. En noviembre de 1992 se legalizó el PSRG y el Movimiento para la Justicia en África - El Gambia (MOJA-G). En abril de 1993 se abolió la pena de muerte, circunstancia que las autoridades aprovecharon para recordar que de las 87 condenas dictadas desde la independencia, solamente una se había ejecutado.
La tensión con Senegal volvió a incrementarse en 1993. Senegal cerró unilateralmente su frontera justificándose en el incremento del contrabando (las reexportanciones alcanzaban ya el 59% de las exportaciones gambianas). Además se produjo una afluencia de refugiados de Casamanza, estimándose que a finales de 1993 había 3000 de ellos en Gambia.

## Período de Jammeh (1994-2017)

### Golpe de Estado de 1994

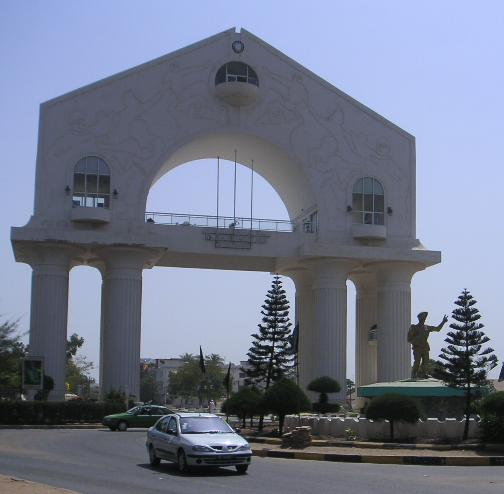
Monumento Arco 22, un recuerdo del golpe de Estado de 1994.

Dawda Kairaba Jawara había sido primer mandatario del país, ya fuera como primer ministro o como presidente, desde la independencia del país en 1965. El 22 de julio de 1994, a su regreso a Gambia de un viaje a Gran Bretaña, se encontró con el amotinamiento de un grupo de suboficiales. El motín triunfó, colocando al frente del país a Yahya Jammeh, un teniente de veintinueve años que presidía un Consejo Provisional de Gobierno de las Fuerzas Armadas, formado por tenientes. El motivo del motín había sido la reclamación de los honorarios que se debía a los militares por su intervención en Liberia.
Jawara, su familia y otras personas allegadas abandonaron Gambia en un buque de guerra estadounidense que se encontraba de visita de cortesía en el puerto de Banjul, y fueron trasladados a Senegal, donde se les otorgó inmediatamente asilo político.
El 26 de julio, Jammeh se autoproclamó presidente de la república y formó un gobierno compuesto por seis militares y ocho civiles. El dos de agosto decretó una amnistía hacia los detenidos durante el golpe. Este hecho, junto con el nombramiento de dos exministros de Jawara para formar parte del gabinete -Fafa Isrissa M'bey en Justicia y Bakary Darbo en Finanzas- alimentaron las esperanzas de una rápida restauración de la democracia. Sin embargo, el ya capitán Yahya Jammeh anunció a finales de octubre de 1994 que el periodo transitorio duraría cuatro años y que comprendería la redacción de una nueva constitución y una nueva ley electoral.
A finales de 1994 e inicios de 1995 quedaron expuestas disensiones entre los partidarios de Jammeh. Darbo abandonó el gobierno a los dos meses de tomar posesión y huyó del país ante los rumores que lo relacionaban con un contragolpe. En noviembre se produjeron tiroteos en algunos cuarteles. Finalmente dos miembros del gobierno -Sadibou Hydara, ministro del Interior, y el vicepresidente Sana Sabally- fueron detenidos el 27 de enero de 1995 y acusados de alta traición. Se suponía que las detenciones de Hydara y Sabally estaban relacionadas con la contrariedad de Jammeh con la propuesta del Consejo Consultivo Nacional de celebrar elecciones en 1996, reduciendo el periodo transitorio que el autoproclamado presidente había anunciado.

### Gobierno de Jammeh (1994-2018)

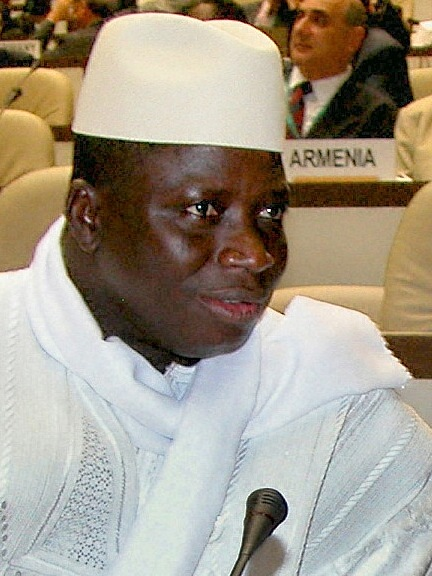
Yahya Jammeh

El proyecto de nueva constitución se elaboró a lo largo de 1995. El texto definitivo fue entregado a Jammeh en noviembre y éste anunció el 31 de diciembre la convocatoria de elecciones presidenciales y legislativas en junio de 1996. Al tiempo, Sabally fue condenado a nueve años de cárcel.
El golpe tuvo efectos negativos en la economía, ya que los países occidentales ligaban la concesión de nuevos créditos a la celebración de elecciones democráticas. Jammeh anunció importantes proyectos de obras públicas, los cuales pensaba financiar mediante acuerdos bilaterales con países de la cuenca del Pacífico, de forma que el país redujera su dependencia de occidente. Se reestablecieron las relaciones suspendidas desde 1974 con Taiwán, y se firmaron acuerdos con Cuba, Libia e Irán.
La presencia de numerosos opositores a Jammeh en Senegal no fue obstáculo para que se firmara un tratado de buena vecindad entre ambos países. Abdou Diouf fue el primer visitante oficial a Banjul tras el golpe de Estado.
Las elecciones previstas para junio del 96 se pospusieron hasta el 26 de septiembre. Yahya Jammeh fue elegido con el 55% de los votos frente al 35% del opositor Ousainou Darboe. Aunque hubo acusaciones de fraude, los resultados se dieron por válidos. Las elecciones legislativas del 2 de enero de 1997 registraron una alta participación (73%) y fueron calificadas positivamente por los observadores internacionales. De los 45 escaños, 2 fueron a candidados independientes, 1 a la Organización Democrática Popular para la Independencia y el Socialismo, 2 para el Partido de Reconciliación Nacional, 7 para el Partido Demócrata Unido y 33 para la gubernamental Alianza para la Construcción y Reorientación Patriótica (ACRP), que de esta forma tenía más de los dos tercios requeridos para enmendar la constitución.

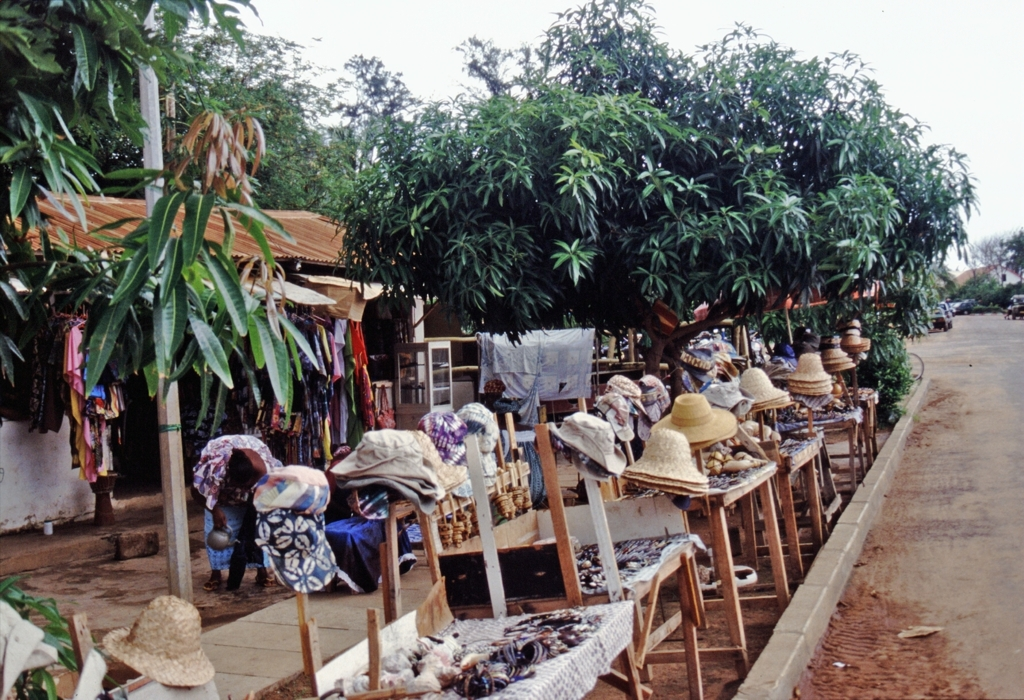
Mercado para turistas en Bakau. 1999

A las consecuencias del golpe sobre el turismo -a mediados de los noventa Gambia recibía en torno a 120 000 visitantes al año- se unía la devaluación del franco CFA que reducía los ingresos del comercio legítimo y del contrabando con Senegal. Por ello Gambia necesitaba acceso al crédito -para lo cual se le exigía celebrar elecciones- y la ayuda de terceros. Con financiación taiwanesa el gobierno de Jammeh consiguió aumentar sustancialmente el número de escuelas, modernizar el puerto, abrir un nuevo aeropuerto, una universidad y la primera emisora de televisión del país en 1997.
Dentro del proceso de aparente normalización democrática, con cada elección se liberaron o amnistiaron a grupos de encausados tras el golpe de 1994. En 1996 se abrió un periodo de registro de nuevas publicaciones de prensa, ya que el golpe había suspendido las anteriores; sin embargo las que no se registraron continuaron prohibidas. A mediados de marzo de 1997 se reemplazó por civiles a los últimos cuatro gobernadores militares regionales. Con estas medidas, Jammeh pudo asistir a la cumbre de la Commonwealth de octubre de 1997. Además hubo cambios en la política religiosa del país que pasó a depender de la Secretaría (la constitución de 1996 califica a los ministerios como secretarías) de Juventud y Deportes, dejando de corresponder a Interior, ya que la mala gestión del secretario de Interior, Momobou Bojang, había permitido que ciertos líderes religiosos musulmanes lanzaran sermones contra la secta ahmadi, de origen paquistaní, la cual había abandonado el país como protesta.

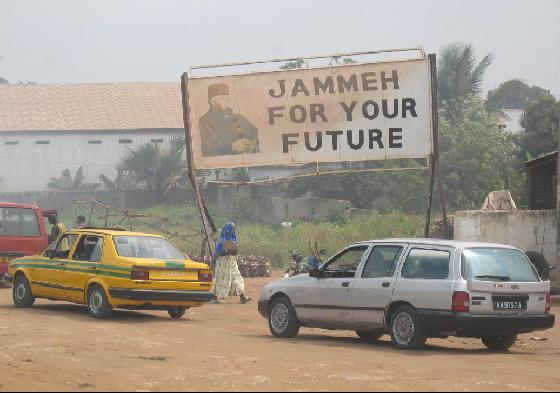
Serekunda: cartel electoral a favor de Jammeh

El problema más grave en el proceso de normalización se produjo cuando un grupo de mercenarios atacó unas instalaciones militares en Farafenni, cerca de la frontera de Senegal y a 100 km de Banjul. Sin embargo, en octubre de 1997 el tribunal supremo retiró los cargos de conspiración contra los cinco encausados -uno de los cuales había fallecido estando detenido- y había conmutado las condenas de muerte a los partidarios de las guerrillas de Kukoi Samba Sanyang.
El año 1999 experimentó un crecimiento del turismo. Sin embargo en enero de 2000 se produjo un intento de golpe de Estado por parte de los guardaespaldas del presidente, y en abril hubo violentas movilizaciones estudiantiles, con lo que la inseguridad volvió a afectar al sector. La agricultura sufrió el hundimiento de las exportaciones de cacahuete, que redujo drásticamente los ingresos de los agricultores.
En julio de 2001, Jammeh derogó la ley que ilegalizaba a partidos opositores. En junio de 2002, autorizó el regreso de Jawara a Gambia. Por otro lado, las elecciones presidenciales de julio de 2001 y las legislativas de enero de 2002, ambas ganadas por Jawara y su partido, la APRC, fueron boicoteadas y calificadas de fraudulentas por la oposición. La libertad de movimientos de Jawara estaba severamente limitada y en mayo de 2002 se aprobó una nueva ley de censura. En 2004 otra ley contemplaba penas de cárcel para los reos de sedición o libelo.
Aunque el crecimiento del periodo 2000-2004 se situó en torno al 5%, basado en los cultivos tropicales, el turismo y las remesas de emigrantes, la inestabilidad política se mantuvo.
Las elecciones de 2006 registraron una nueva victoria de Jammeh (67% de los votos) sobre la oposición, cuyo principal candidato, Darboe, obtuvo el 26%. Las legislativas de enero de 2007 fueron una nueva victoria para la APRC. La aplicación de las leyes represivas llevó a la condena por sedición en junio de 2009 de siete periodistas críticos con Jammeh. Aunque el programa económico gubernamental proporcionaba un crecimiento del 7% y era elogiado por el FMI, la emigración al extranjero, muchas veces ilegal, era un hecho de la suficiente entidad como para requerir la firma de tratados, como el suscrito con España en 2008. Jammeh obtuvo su último triunfo electoral en 2011, con el 71.5% de los votos.

### Gobierno Barrow
En diciembre de 2016, siete partidos de oposición eligen a un solo candidato, Adama Barrow, para las elecciones presidenciales. Adama Barrow ganó las elecciones en la única boleta al ganar el 43.3% de los votos contra el titular que quedó en segundo lugar con el 39.6% de los votos. El 17 de enero de 2017, Yahya Jammeh estableció un estado de emergencia y al día siguiente, el Parlamento extendió su mandato por tres meses, hasta el 19 de abril de 2017. El 19 de enero, Adama Barrow juró en la embajada de Gambia en Dakar. Frente a la negativa de Yahya Jammeh a entregarle el poder, a pesar de los mandatos del ECEDAO, el ejército senegalés ingresa al territorio gambiano en el transcurso de la tarde. Esa misma tarde, el jefe del ejército de Gambia, el general Ousman Badjie, dijo a los ciudadanos occidentales que no ordenaría a sus hombres que se resistieran en caso de intervención de las tropas africanas. El 20 de enero, Yahya Jammeh acuerda retirarse y abandonar el país, luego de una mediación del líder guineano Alpha Condé y el líder mauritano Mohamed Ould Abdel Aziz.
El 6 de abril de 2017 se llevaron a cabo elecciones parlamentarias, que vieron la victoria del Partido Democrático Unido de Barrow, con una puntuación del 37,47% y ganando 31 de los 53 escaños de la Asamblea Nacional.
Gambia se reincorporó oficialmente a la Commonwealth el 8 de febrero de 2018.
El 27 de agosto de 2019, Dawda Jawara muere, fue primer primer ministro de Gambia entre 1962 y 1970, luego primer presidente de la República de Gambia de 1970 a 1994.
El 4 de diciembre de 2021, el presidente de Gambia, Adama Barrow, ganó la reelección en las elecciones presidenciales. Los candidatos de la oposición rechazaron los resultados debido a irregularidades no especificadas.